# Skijöring

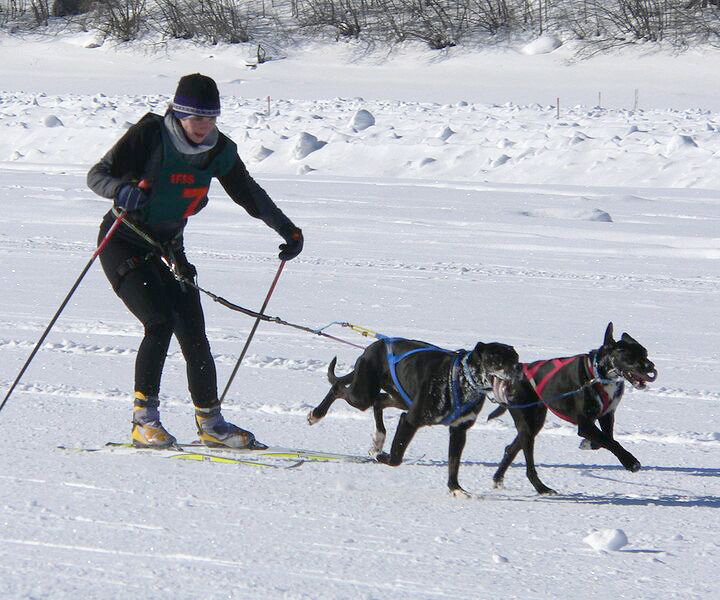
Praticante de skijöring com tração por cães.

Skijöring (pronunciado como: 'skē-jȯr-iŋ) é um esporte de inverno que consiste em que uma pessoa com esquis seja arrastado por um cavalo, ou cães, ou também por um veículo motorizado. O nome para o esporte deriva da palavra norueguesa skikjøring, que significa “esqui manejado”.  
Houve problemas com o esporte após 1928 devido à má criação de cavalos..
Os Winter horses precisam de certas qualidades de muitos cavalos diferentes. devido às necessidades de força, mas também calor. A experiência foi feita com Cavalos de tração belgas e várias raças de cavalos frios, como o Icelandic horse e o Yakutiano.  
Foi esporte de exibição dos Jogos Olímpicos de Inverno de 1928.